# Nellaidhoo
Nellaidhoo is een van de bewoonde eilanden van het Haa Dhaalu-atol behorende tot de Maldiven.

## Demografie
Nellaidhoo telt (stand maart 2007) 530 vrouwen en 585 mannen.